# Furulya nóta
Furulya nóta Kukorica Jancsi dala a János vitéz című daljáték első felvonásában. Zenéjét Kacsóh Pongrác, a dal szövegét Heltai Jenő írta. A daljáték Petőfi Sándor János vitéz c. elbeszélő költeményének megzenésítése.

## Kotta és dallam
| Én vagyok a bojtárgyerek, napszám után éldegélek. Napsütött víz az italom, kopasz föld, hej kopasz föld a derékaljom. | Udvaromon három vályú, abból iszik három nyáj juh. Én vagyok a vízmerője, szőke babám, kis Iluskám szeretője. | Mint az égő gyertya, fogyok, azt mondják, hogy beteg vagyok. Beteg, hej a szívem tája, nincsen annak patikája, patikája. |

## Felvételek
- Kacsóh Pongrác–Heltai Jenő:  Furulyanóta: Én vagyok a bojtárgyerek. YouTube (1996. december 22.)  (Hozzáférés: 2017. május 28.) (audió)
- Kacsóh Pongrác–Heltai Jenő:  Furulya nóta "Én vagyok a bojtárgyerek". YouTube (1954. november 29.)  (Hozzáférés: 2017. május 28.) (audió)
- Kacsóh Pongrác–Heltai Jenő:  Furulya-nóta. Fedák Sári  YouTube (2012. február 5.)  (Hozzáférés: 2017. május 28.) (audió)
- Kacsóh Pongrác–Heltai Jenő:  Furulya-nóta. Bergendy-együttes  YouTube (1964)  (Hozzáférés: 2017. május 28.) (audió)